# Edifici d'habitatges al carrer de Nicaragua 97-99 (Barcelona)
L'edifici d'habitatges al Carrer de Nicaragua 97-99 és un bloc de pisos a la cruïlla que aquest carrer forma amb el Carrer Marquès de Sentmenat al districte de les Corts de Barcelona. Es tracta d'un edifici entre mitgeres, consistent en una construcció de planta parcialment rectangular amb la façana lleugerament ovalada. És un immoble dedicat a l'habitatge, amb una planta comercial als baixos (un restaurant i un centre de bellesa l'any 2014), una planta principal d'oficines o similar, set plantes dedicades a l'habitatge (amb un àtic inclòs) i un terrat superior amb presència de caixes d'ascensor i xemeneies. Li fou concedit el Premi FAD d'Arquitectura de l'any 1964.
Tot i trobar-se en una cantonada, l'edifici del Carrer Nicaragua 97-99 no presenta una planta angulosa, el pla teòric de dues cares es veu convertit en una de sola, suau i lleugerament ovalada. Això implica l'existència d'una sola façana i no de dues. La vista frontal d'aquesta façana mostra la presència de quatre cossos cúbics verticals, als quals hi ha quatre obertures per planta, de morfologia rectangular i estretes. En canvi, si s'observa la façana des d'altres angles, es pot observar la presència de quatre balcons per planta, un per habitatge. Aquests balcons, s'orienten en oblic respecte a la línia de façana. Les estructures metàl·liques es troben únicament als balcons i també a l'entrada de l'edifici. Tots els conjunts són molt senzills i de tendències rectilínies. En el cas del portal, el vidre és predominant i emmarcat per estructures metàl·liques, també de color vermellós, de morfologies rectangulars. També es poden observar els pilars de l'edifici a vista a la planta baixa, que formen part del porxo d'entrada al portal.
Tot l'edifici està dominat per l'ús de maó a vista, la manca de color (ja proporcionat pels maons vermells) i les línies rectes, molt acusades en tot l'immoble tant de direcció vertical (línies de balcons) i com horitzontal (línies de finestres estretes). A més, es denota en l'edifici tot tipus d'elements ornamentals.
L'immoble es troba en bon estat de conservació i no sembla haver patit importants modificacions des del seu bastiment, fora dels mínims destinats a la conservació.